# Estación San Sebastián (Buenos Aires)
San Sebastián era una estación ferroviaria ubicada en la localidad homónima del Partido de Chivilcoy, Provincia de Buenos Aires, Argentina.

## Infraestructura
En la línea general, San Sebastián es la última estación en haber sido levantada desde Puente Alsina por la firma constructora Hume Hnos., que edificaba las estaciones del FC Midland. Al llegar el tendido a San Sebastián, la sociedad constructora quedó en bancarrota como resultado de largas disputas por intereses con el Compañía General Buenos Aires. En ese momento (mediados de 1908) el Ferrocarril del Sud y el Ferrocarril del Oeste absorbieron al Midland y continuaron la construcción, reemplazando a la Hume por la Clarke, Bradbury y Co., lo que le da a las estaciones de aquí a Carhué un diseño arquitectónico totalmente distinto, similar a las estaciones del Ferrocarril Sarmiento.

## Historia
Fue construida por el Ferrocarril Midland de Buenos Aires, y abandonada en 1977 lo que obligó a un gran éxodo de los habitantes del lugar.